# Киселевский, Григорий Иванович
Григорий Иванович Киселевский (1776—1841) — последний киевский войт в 1826—1834 годах, купец первой гильдии, надворный советник, бургомистр.

## Биография
Родился в Киеве на Подоле в семье зажиточного купца. Отец Григория был киевским бурмистром, и сын пошёл по его стопам, занимая последовательно различные магистратские должности, пока сам не стал бурмистром в 1815 году. В том же году удостоен золотой медали за образцовое содержание курьерских лошадей на почтовых станциях. Почта была увлечением Киселевского (которая, к тому же, давала немалую прибыль), с 1828 года он содержал на собственные средства киевский почтовый двор. Делать это ему помогало большое состояние, общая оценка недвижимого имущества Киселевского составляла (на 1819 год) 66500 рублей вместе со стоимостью лавок в Гостином дворе.
26 января 1826 избран войтом. Съездив на коронацию Николая I, вернулся с ещё одной медалью, на этот раз серебряной. Последнюю награду — орден Святой Анны 3-й степени — заработал в 1832 году за «особую деятельность, засвидетельствованную начальством» (имелась в виду организация обороны города во время польского восстания 1830—1831 годов). Но в том же году его, несмотря на «упорный труд», привлекли к судебной ответственности в резонансном «деле Кравченко».
Через два года указом Николая I от 12 сентября должность войта была вообще ликвидирована, а в декабре — и Магдебургское право города. В этом обвиняли самого Киселевского. Тем не менее, историки, в том числе В. С. Иконников, оправдывают Киселевского, не видят в этом его вины и признают старательность и энергичность в управлении Киевом.
Впрочем, как и большинство магистратских деятелей, Киселевский избежал преследований. В 1835 году он основал в Киеве «Контору первоначального заведения дилижансов и транспортов», постоянно курсировавших два раза в неделю в Москву и Петербург. Но услугами конторы могли пользоваться лишь зажиточные горожане, так как стоимость проезда была чрезвычайно высокой.
На Подоле Киселевскому принадлежало несколько дворов, в частности родовая усадьба с двухэтажным домом (до сих пор известный как дом Киселевского), а также большой дом возле Воскресенской церкви (позже он был разобран, а на его фундаменте построено здание дворца культуры «Славутич»).
Похоронен на Щекавицком кладбище.